# Аспарух Бойчинов
Аспарух Стефанов Бойчинов е български фармацевт, професор в Софийския университет.

## Биография
Роден е през 1900 г. в Плевен. През 1925 г. завършва фармация в Германия, а в 1929 г. специализира във Виена. Работи като аналитик в лабораторията на Българското аптекарско кооперативно дружество. От 1942 до 1946 г. е директор на фабрика „Галенус“. Професор е по фармакогнозия в Софийския университет. От 1958 до 1965 г. е ръководител на катедрата по фармакогнозия. Умира през 1967 г. в София.
Личният му архив се съхранява във фонд 1208К в Централен държавен архив. Той се състои от 166 архивни единици от периода 1876 – 1967 г.

## Публикации
Монографии:
- „Фармакогностично изследване върху саконина“
- „Фармакогностична монография на Primula officianosis и Primula elatior“
- „Приятелите на хората – билките“

Статии:
- „Дроги на удоволствието и страданието“
- „Развитието на нашето билково дело в годините на народната власт“
- „Български лечебни препарати и етерни масла“
- „Развитие на фармацевтичната индустрия в НРБ“
- „Българската народна медицина в светлината на научната медицина“
- „Български медицински дроги“
- „Лечебните растения в НРБ“